# Kaple svatého Hilaria
Kaple svatého Hilaria v katastru obce Beaumes-de-Venise, department Vaucluse, region Provence-Alpes-Côte d'Azur je románská stavba na místě původní kaple ze 6. století.

## Poloha
Stojí v nadmořské výšce 287 m na návrší vápencového masivu Dentelles de Montmiraill severně nad obcí Beaumes-de-Venise. Ke kapli je přístup pouze po turistické stezce.

## Historie
První kaple v současnosti zasvěcená svatému Hilariovi zde stála již v 6. století. Ta byla zničena a vypálena saracénskými nájezdníky v 8. století. Začátkem 12. století byla obnovena a žilo zde několik mnichů. Jednalo se o románskou stavbu ve tvaru latinského kříže. Na hlavní loď délky 15,75 m, šířky 4,75 m a výšky 8 m navazovala loď příčná o délce 9 m a šířce 4,25 m. Stavba byla zakončená polokruhovou apsidou o průměru 4 m. Stěny o tloušťce 1 m, postavené z vápencových kamenů spojených vápennou maltou, zůstaly neomítnuté. Střecha měla valenou klenbu krytou břidlicovými deskami. Okenní oblouky byly z pískovce. Po odchodu mnichů bylo místo opuštěno a chátralo. Střecha se propadla, stěny se rozpadaly, interiér i exteriér zarostl náletovou vegetací.

## Současnost
Na podzim roku 2011 se majitelé pozemku rozhodli pozemek darovat avignonskému arcibiskupství. V roce 2012 byla založena společnost Sauvegardons la Chapelle St Hilaire, která si dala za cíl kapli zachránit. Prezidentem společnosti je avignonský arcibiskup. Při archeologickém průzkumu se našly v apsidě základy z 6. století. Během odstraňování suti a náletů uvnitř lodi bylo objeveno použití čtyř fragmentů z římských budov. Basreliéfy na nich představovaly boha Jupitera a Merkura, další reliéf pak boha Bakchuse doprovázeného keltským bohem, kterým byl pravděpodobně Cernunnos. Třetí reliéf zobrazoval rituální oběť se dvěma postavami a kozou a poslední reliéf solární disk, nádobu s vínem a třemi postavami. Během následujících 8 let byla kaple zrekonstruována původními stavebními postupy a materiály do podoby z 12. století. Práce zajišťovali dva placení odborníci a desítky dobrovolných pracovníků, od studentů, skautů, místních obyvatel a jejich přátel až po několik Čechů. Na obnovu kaple kromě několika institucí přispělo finančně několik stovek dobrovolných dárců. Kaple byla znovu vysvěcena avignonským arcibiskupem 17. září 2019.